# Кувшинка
Кувши́нка, или Нимфея (лат. Nymphaéa), — род водных растений семейства Кувшинковые (Nymphaeaceae), включающий в себя около 60 видов. Хорошо известное растение с крупными плавающими на воде сердцевидно-овальными или сердцевидно-округлыми листьями и крупными, как бы плавающими на воде цветками.

## Название
Латинское имя рода произошло от греч. Νυμφαία — «нимфа», вероятно, связанного со словом Νύμφη, означающим «куколка».
Часто кувшинкой ошибочно называют кубышку; при этом кувшинку белую называют водяной лилией.

## Хозяйственное значение и применение
Кувшинки образуют под водой на дне толстые ползучие корневища, богатые крахмалом. Эти корневища могут быть сырьём для приготовления муки и получения крахмала. Дубильные вещества из них удаляются вымачиванием порезанных корневищ или полученной из них муки в воде. Поджаренные семена кувшинок могут служить заменой кофе.

## Таксономия
Nymphaea L., 1753, Sp. Pl. : 510
Род Кувшинка относится к семейству Кувшинковые (Nymphaeaceae) порядка Кувшинкоцветные (Nymphaeales) клады Цветковые растения. Таксономическая схема в соответствии с Системой APG IV по состоянию на декабрь 2023 года:
|  |                          |  |                                   |                                   |                       |  | еще 2 семейства |            |            |                                                                    |
|  |                          |  |                                   |                                   |                       |  |                 |            |            | 66 подтвержденных видов и 38 таксонов в статусе "неподтвержденных" |
|  |                          |  |                                   | порядок Кувшинкоцветные           |                       |  |                 |            | Кувшинка   |                                                                    |
|  |                          |  |                                   | порядок Кувшинкоцветные           |                       |  |                 |            | Кувшинка   |                                                                    |
|  | клада Цветковые растения |  |                                   |                                   | семейство Кувшинковые |  |                 |            |            |                                                                    |
|  | клада Цветковые растения |  |                                   |                                   |                       |  |                 |            |            |                                                                    |
|  |                          |  | ещё 63 порядка цветковых растений | ещё 63 порядка цветковых растений |                       |  |                 | еще 4 рода | еще 4 рода |                                                                    |
|  |                          |  |                                   | ещё 63 порядка цветковых растений |                       |  |                 |            | еще 4 рода |                                                                    |

### Виды
- Nymphaea × daubeniana W.T.Baxter ex Daubeny
- Nymphaea × sundvikii Hiitonen
- Nymphaea × thiona D.B.Ward
- Nymphaea abhayana A.Chowdhury & M.Chowdhury
- Nymphaea alba L. — Кувшинка белая
- Nymphaea alexii S.W.L.Jacobs & Hellq.
- Nymphaea amazonum Mart. & Zucc.
- Nymphaea ampla DC.
- Nymphaea atrans S.W.L.Jacobs
- Nymphaea belophylla Trickett
- Nymphaea borealis E.G.Camus
- Nymphaea candida C.Presl — Кувшинка чисто-белая, или Кувшинка снежно-белая, или Кувшинка белоснежная
- Nymphaea carpentariae S.W.L.Jacobs & Hellq.
- Nymphaea conardii Wiersema
- Nymphaea daubenyana W.T.Baxter ex Daubeny
- Nymphaea dimorpha I.M.Turner
- Nymphaea divaricata Hutch.
- Nymphaea elegans Hook.
- Nymphaea elleniae S.W.L.Jacobs
- Nymphaea gardneriana Planch.
- Nymphaea georginae S.W.L.Jacobs & Hellq.
- Nymphaea gigantea Hook.
- Nymphaea glandulifera Rodschied
- Nymphaea gracilis Zucc.
- Nymphaea guineensis Schumach. & Thonn.
- Nymphaea hastifolia Domin
- Nymphaea heudelotii Planch.
- Nymphaea immutabilis S.W.L.Jacobs
- Nymphaea jacobsii Hellq.
- Nymphaea jamesoniana Planch.

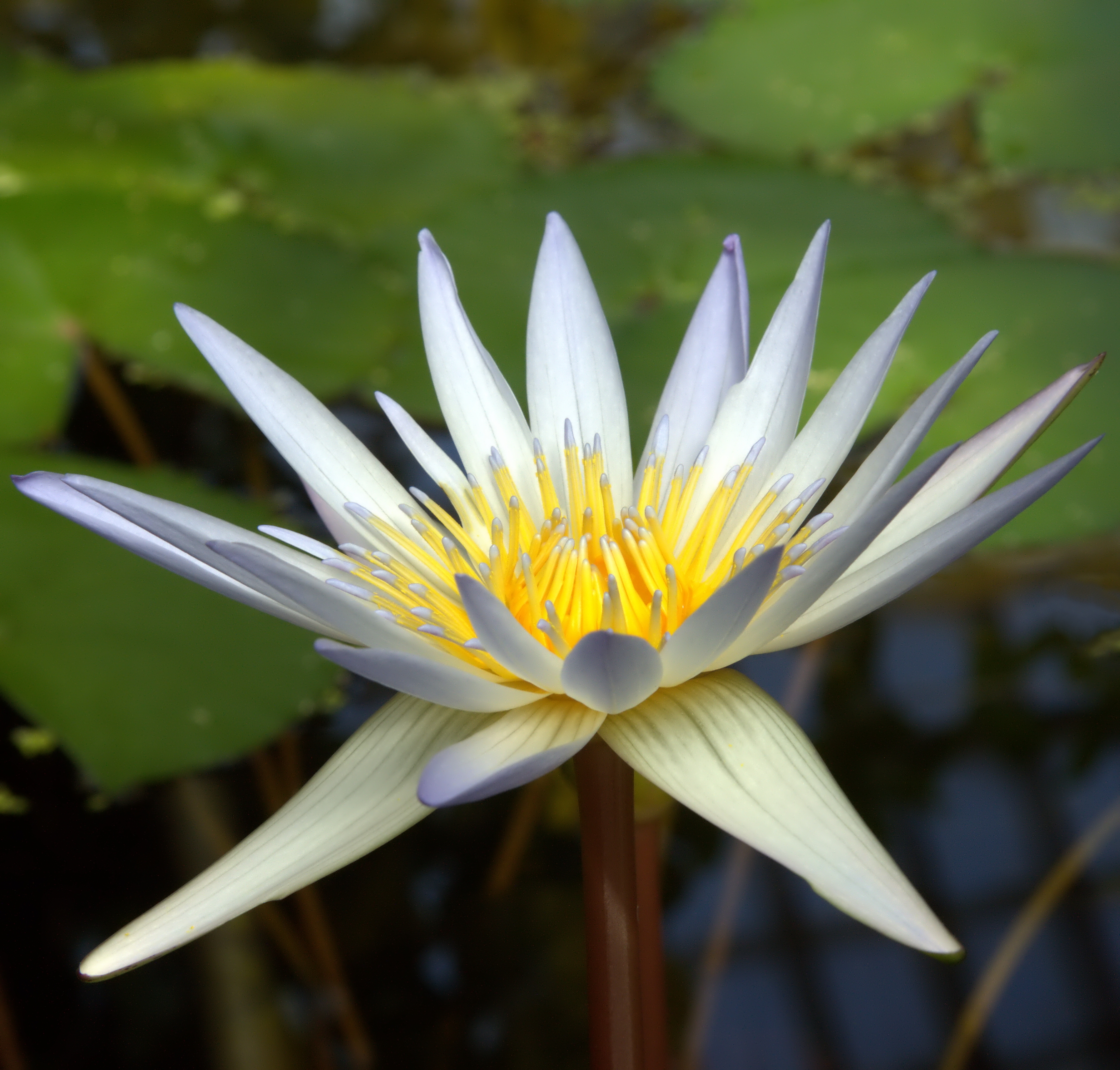
Nymphaea × daubenyana

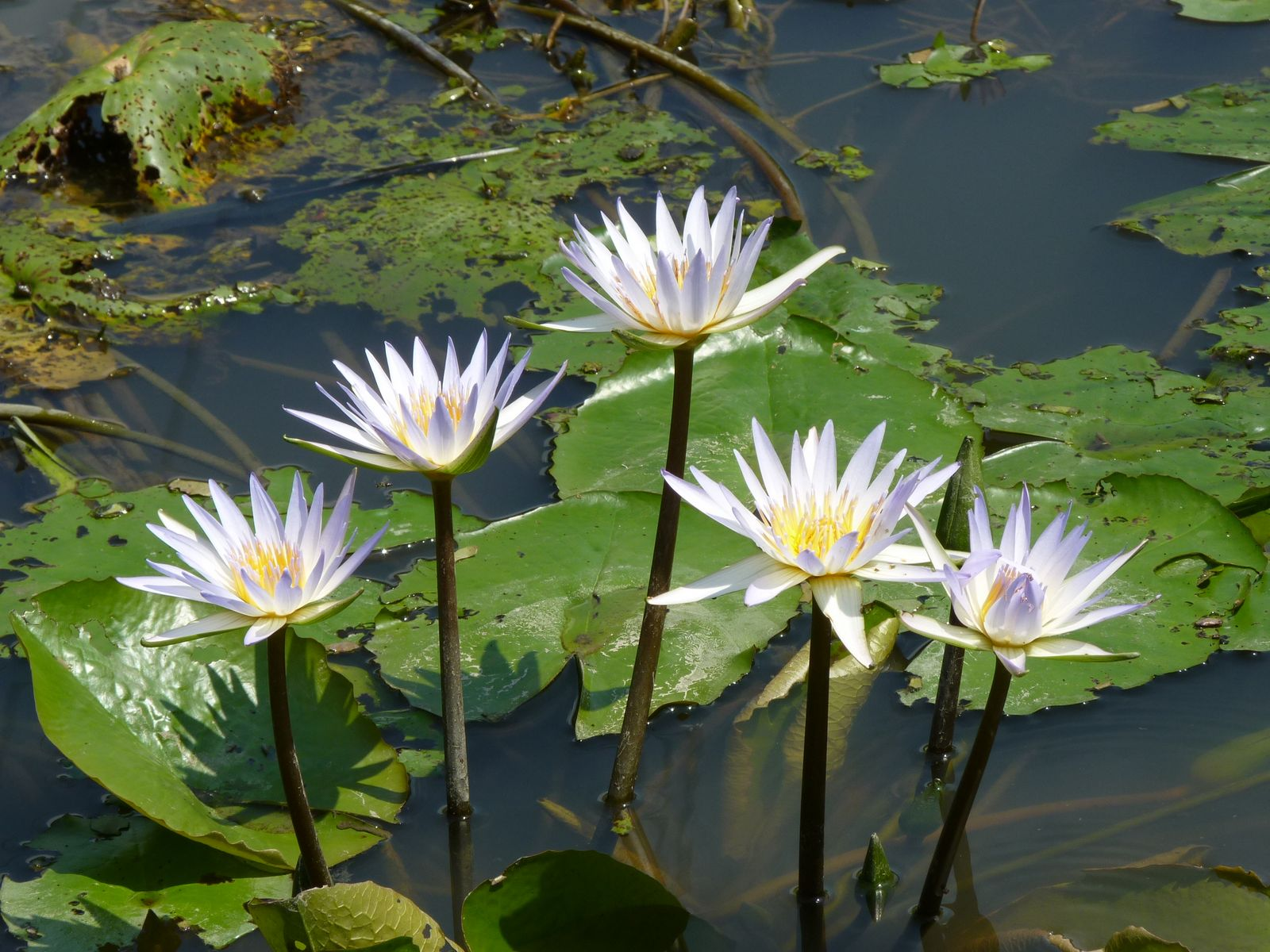
Nymphaea nouchali

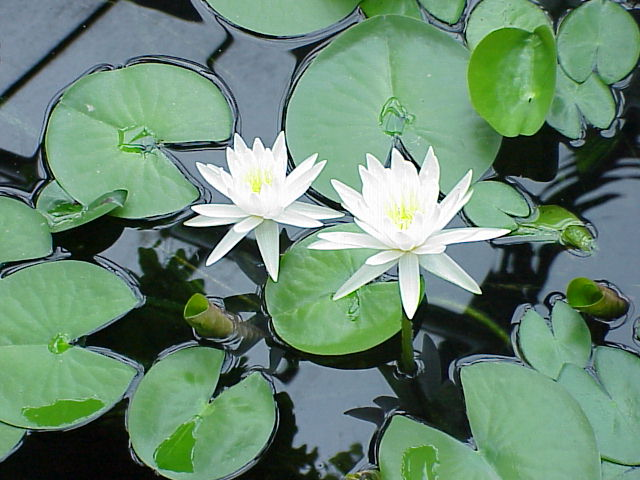
Nymphaea odorata

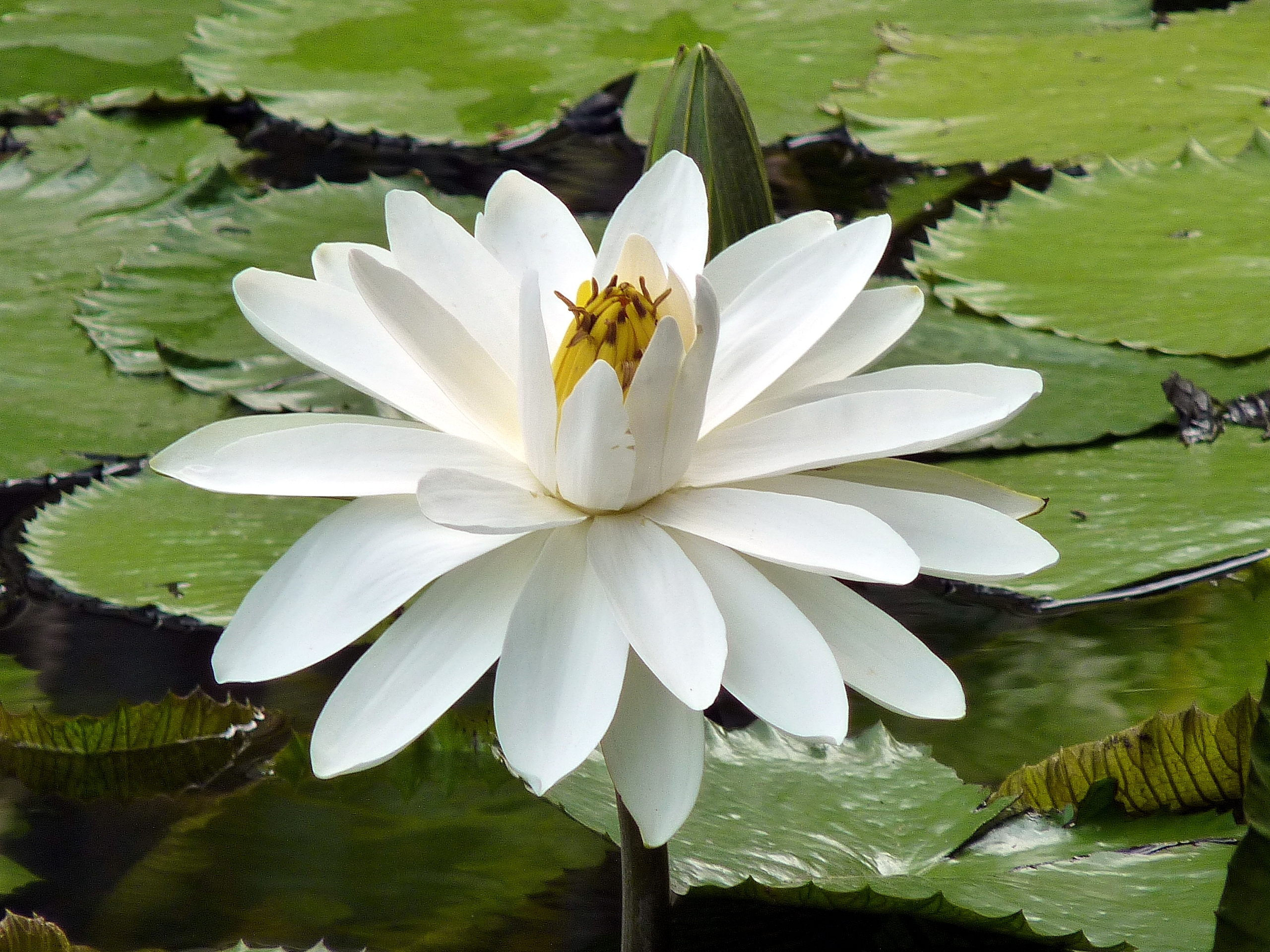
Nymphaea pubescens

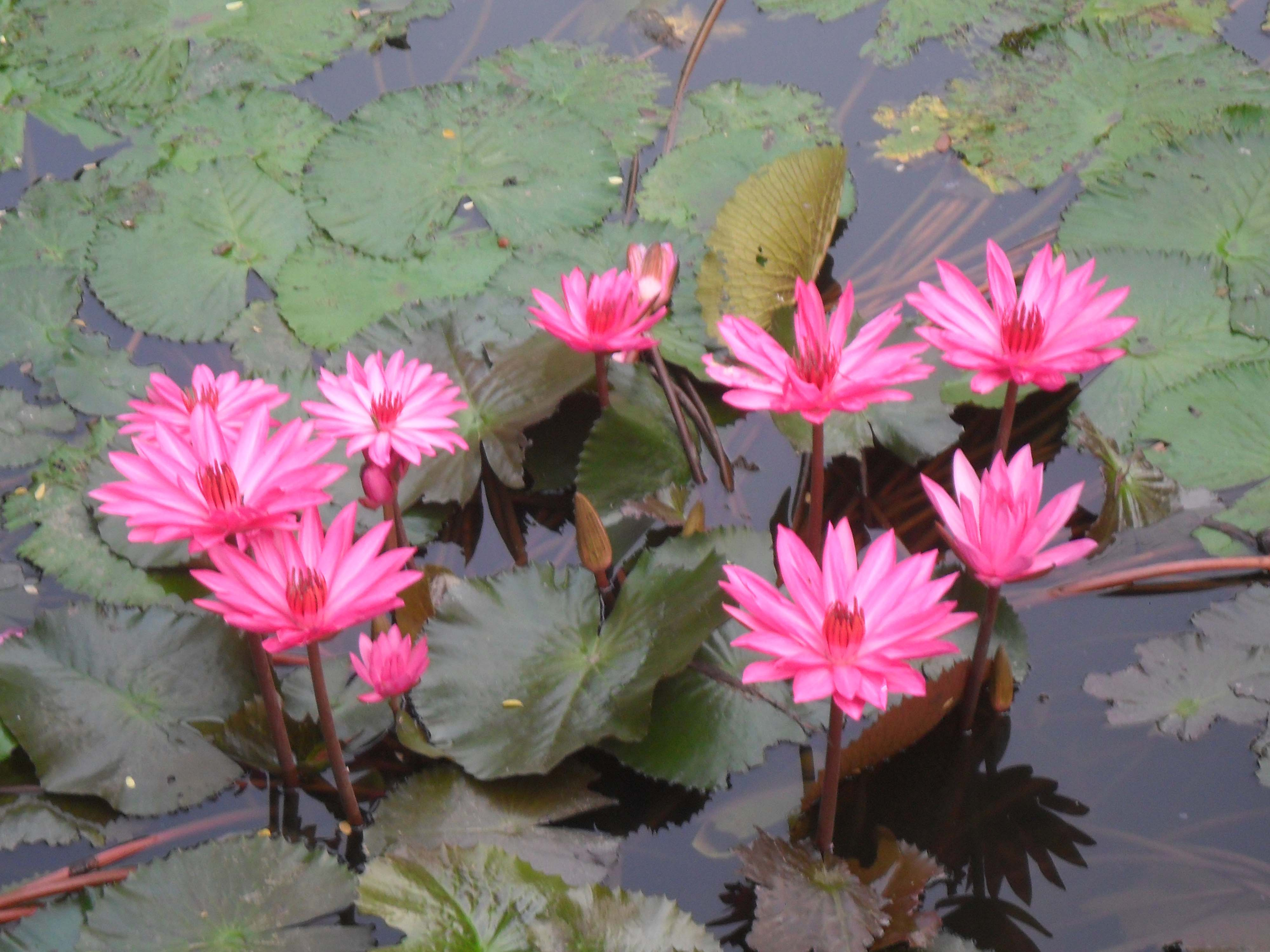
Nymphaea rubra

- Nymphaea kimberleyensis (S.W.L.Jacobs) S.W.L.Jacobs & Hellq.
- Nymphaea lasiophylla Mart. & Zucc.
- Nymphaea leibergii Morong
- Nymphaea lingulata Wiersema
- Nymphaea loriana Wiersema, Hellq. & Borsch
- Nymphaea lotus L. — Кувшинка египетская
- Nymphaea lukei S.W.L.Jacobs & Hellq.
- Nymphaea macrosperma Merr. & L.M.Perry
- Nymphaea maculata Schumach. & Thonn.
- Nymphaea manipurensis Asharani & Biseshwori
- Nymphaea mexicana Zucc. — Кувшинка мексиканская
- Nymphaea micrantha Guill. & Perr. — Кувшинка мелкоцветковая
- Nymphaea noelae S.W.L.Jacobs & Hellq.
- Nymphaea nouchali Burm.f. — Звёздный лотос
- Nymphaea novogranatensis Wiersema
- Nymphaea odorata Aiton — Кувшинка душистая
- Nymphaea ondinea Löhne, Wiersema & Borsch
- Nymphaea oxypetala Planch.
- Nymphaea potamophila Wiersema
- Nymphaea prolifera Wiersema
- Nymphaea pubescens Willd.
- Nymphaea pulchella DC.
- Nymphaea rosea Sweet
- Nymphaea rubra Roxb. ex Andrews — Кувшинка красная
- Nymphaea rubra Roxb. ex Salisb.
- Nymphaea rudgeana G.Mey. in E.Mey.
- Nymphaea siamensis Puripany.
- Nymphaea stuhlmannii Schweinf. & Gilg
- Nymphaea sulphurea Gilg
- Nymphaea tenerinervia Casp.
- Nymphaea tenuinervia Casp.
- Nymphaea thermarum Eb.Fisch., 1988 — Кувшинка термальная
- Nymphaea tetragona Georgi — Кувшинка четырёхгранная, или Кувшинка малая
- Nymphaea thermarum Eb.Fisch.
- Nymphaea vanildae C.T.Lima & Giul.
- Nymphaea vaporalis S.W.L.Jacobs & Hellq.
- Nymphaea violacea Lehm.

### Садовая классификация
По данным The Royal Horticultural Society выделяются следующие группы растений:
- Hardy (H) — холодостойкие
- Day-blooming (D) — цветущие в дневное время
- Night-blooming (N) — цветущие в ночное время
- Tropical (T) — тропические (нехолодостойкие)

## В культуре
По мнению коллекционера нимфей А. Марченко, среди карликовых нимфей, используемых в маленьких прудах, при их выращивании в средней полосе России беспроблемных сортов нет. Среди нимфей средних размеров для выращивания в Московской области рекомендуются следующие:
- 'Laydekeri Lilacea' (цветки красные)
- 'Perry’s Baby Red' (цветки красные)
- 'Perry’s Double White' (цветки белые)
- 'Laydekeri Alba' (цветки белые, размножается плохо)
- 'White Sensation' (цветки белые, отличается быстрым разрастанием)
- 'Peter Slocum' (цветки розовые, отличается быстрым разрастанием)
- 'Marliacea Albida' (цветки белые, отличается быстрым разрастанием)
- 'Fabiola' (цветки белые, отличается быстрым разрастанием)

В отличие от США и Европы в средней полосе России нимфеи рекомендуется размещать летом на более мелких, а зимой на более глубоких местах водоёмов.

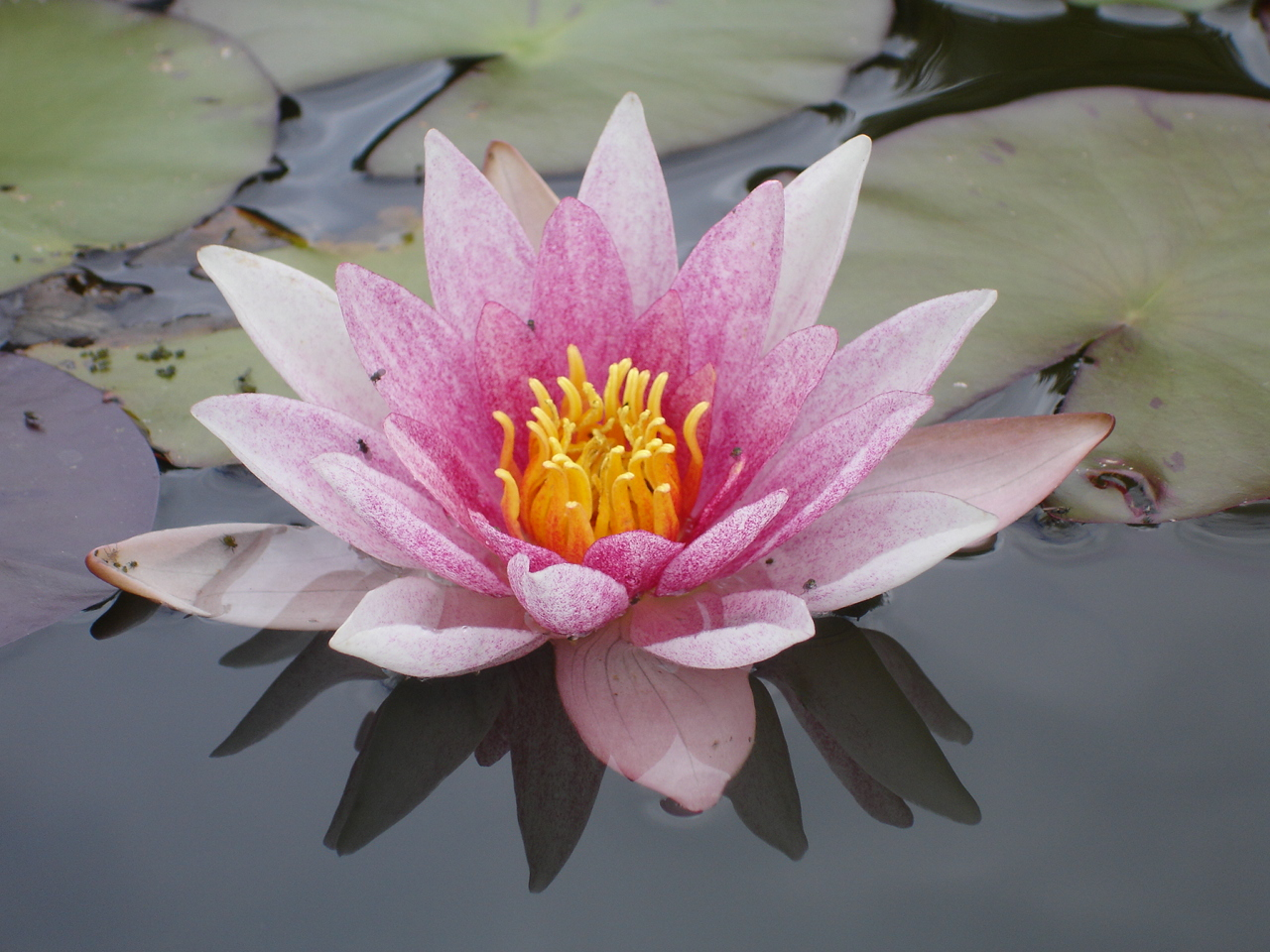
'Laydekeri Lilacea'
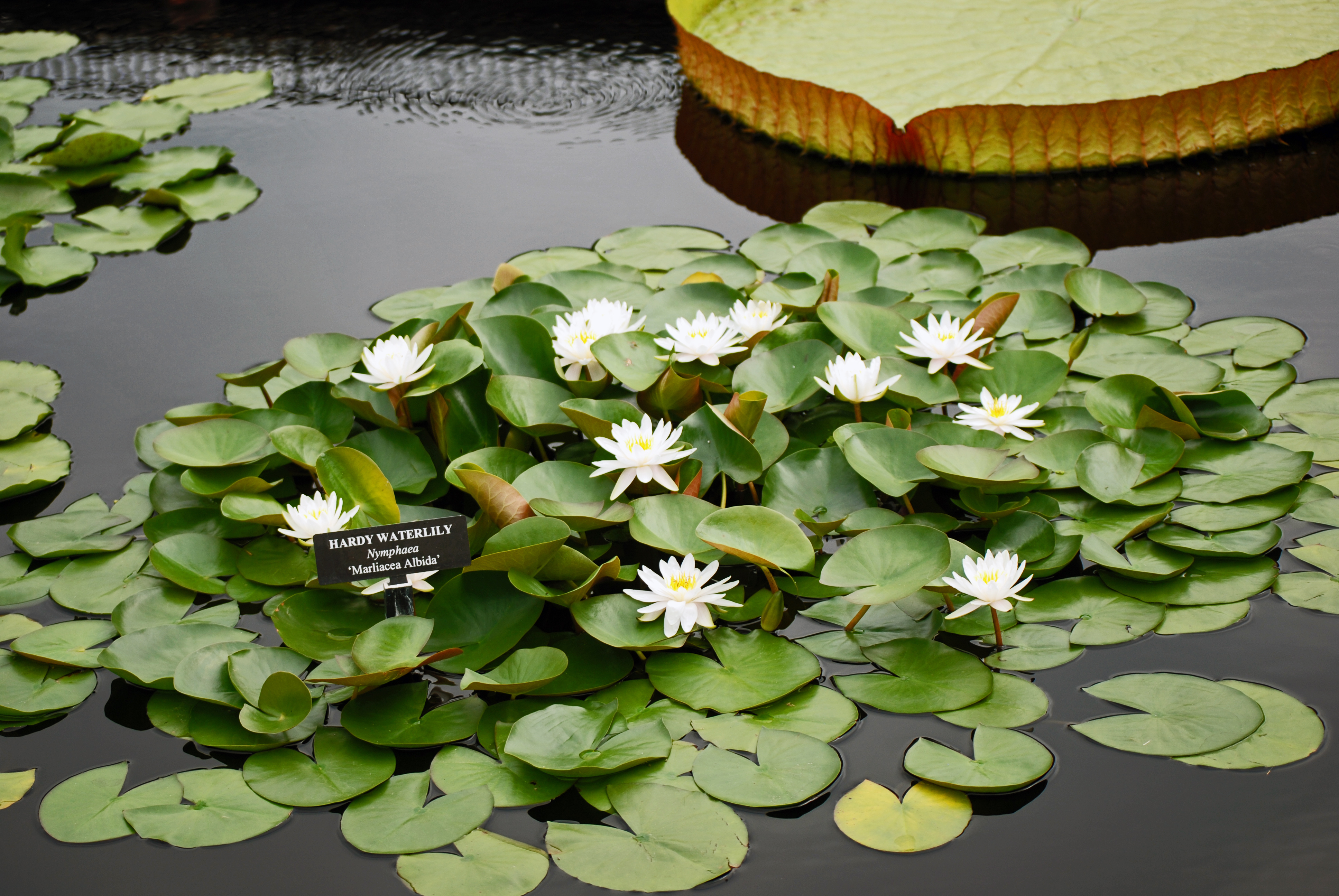
'Marliacea Albida'
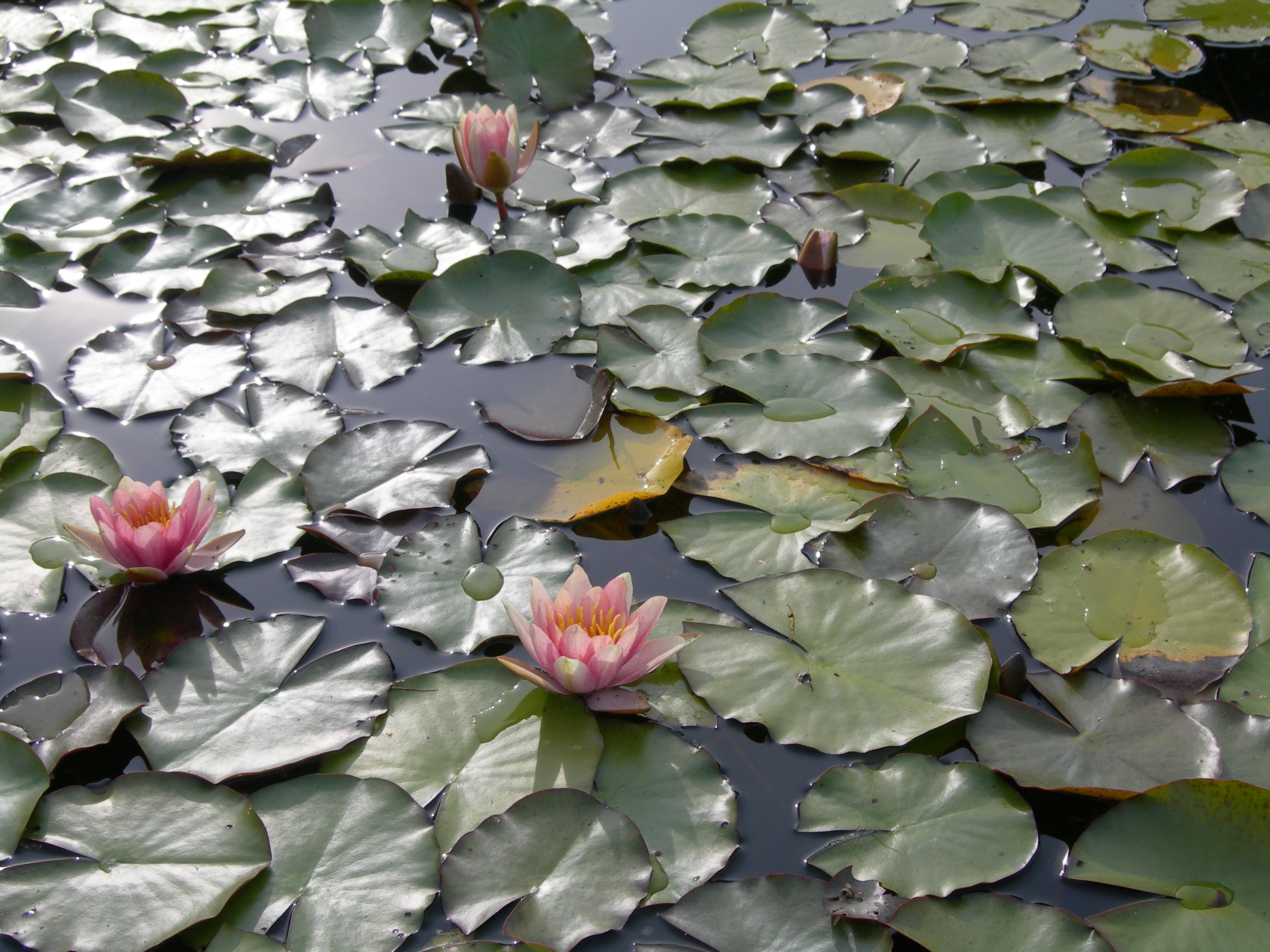
'Fabiola'